# Culex jinjaensis
Culex jinjaensis är en tvåvingeart som beskrevs av Edwards 1941. Culex jinjaensis ingår i släktet Culex och familjen stickmyggor. Inga underarter finns listade i Catalogue of Life.